# Église Saint-André de Monflanquin
Pour les articles homonymes, voir Église Saint-André.
L'église Saint-André est située à Monflanquin, dans le département de Lot-et-Garonne, en France.

## Localisation
L'église Saint-André est située rue Sainte-Marie et place du Cap de Pech à Monflanquin, dans le département de Lot-et-Garonne, en France.

## Historique
Une chapelle castrale placée sous le vocable de sainte Marie existe au Xe siècle à côté du château qui se trouvait sur la place du Cap del Pech. En 1213, Monflanquin s'est soumis à Simon de Montfort qui n'a pas détruit la ville.
Un pacte est passé à Tournon en 1252 entre le seigneur de Calviac et Alphonse de Poitiers, comte de Toulouse du fait de sa femme, Jeanne de Toulouse. Le seigneur de Calviac cède au comte de Toulouse le Mons Flanquinus, le Mont Flanquin, et ses alentours pour construire une bastide.
En juin 1256, le sénéchal d'Agenais, au nom d'Alphonse de Poitiers, accorde aux premiers habitants de la bastide une charte des coutumes. Ce texte fixe les droits et les devoirs des occupants tout en leur accordant certains privilèges qui les préservent de l'arbitraire seigneurial. La charte de fondation est confirmée en 1269. Elle prévoit le droit d'acheter un terrain à l'extérieur de la bastide. À la mort de Jeanne de Toulouse et d'Alphonse de Poitiers en 1271, l'Agenais et la bastide de Monflanquin sont passés sous la souveraineté du roi de France Philippe III. Après le traité d'Amiens de 1279, l'Agenais passe sous souveraineté du roi d'Angleterre.
La population de Monflanquin a reconstruit l'église entre 1256 et 1290 à l'emplacement de l'ancienne chapelle castrale. Cette église avait à peu près la même longueur que l'église actuelle. L'église à nef unique avait sept chapelles entre les contreforts. Quelques traces de ces chapelles sont encore visible contre le mur sud. L'église a la particularité d'avoir un axe dévié. En effet l'axe du chœur n'est pas dans l'alignement de celui de la nef, et celui de la façade ne correspond pas à celui de la nef.
Un certain Jérôme Cazabonne est venu prêcher la Réforme à Monflanquin. Une grande majorité des habitants adhère à la Réforme calviniste et, en 1562, Monflanquin s'est rallié au prince de Condé. Blaise de Monluc est à Monflanquin en février 1569 mais en 1569 c'est Thoiras, chef des protestants de Bergerac, et sa bande qui occupent la ville. Pendant les guerres de religion, les protestants occupent la ville et une partie importante de l'église dont ils font leur temple.
En 1589, Henri IV confie la ville à Jacques Nompar de Caumont, duc de La Force.
En 1621, les protestants se soulèvent contre Louis XIII avec le duc de Rohan, mais Monflanquin reste fidèle au roi de France. Le seigneur de Castelnau, fils du duc de La Force, alors en disgrâce, s'empare de la ville en bombardant le mur ouest de la ville. Mais le duc de La Force fait sa soumission au roi et Louis XIII vient à Monflanquin le 1er juin 1622 et fait détruire le château et les remparts.
En 1673, les protestants sont mis en demeure de rendre l'église et de construire leur temple sur la place de Caladon. L'église restituée dans son intégralité aux catholiques est placée sous le vocable de saint André.
Au début du XVIIIe siècle, l'évêque d'Agen constate le triste état de l'église au cours d'une de ses visites. Sa reconstruction est envisagée. Elle a lieu entre 1715 et 1733 avec des moyens financiers limités. Elle a conservé de l'église d'origine l'abside, la chapelle du transept nord et la façade sur la rue Sainte-Marie avec son portail du XIIIe siècle. Dans cette reconstruction, l'église a perdu cinq chapelles et la voûte remplacée par un plafond lambrissé. Les murs ont perdu de la hauteur. Le clocher délabré est remplacé par des arcades.
En 1846, le plafond lambrissé donne des signes de faiblesse.
Le 7 janvier 1853, le conseil de fabrique décide de relever les murs et de remettre des fenêtres ogivales et de reconstruire les voûtes de l'église. C'est dans les années 1860 que l'église prend sa forme actuelle. Le clocher est foudroyé par la foudre peu après avoir été reconstruit. Il est de nouveau construit en 1923 mais en s'inspirant des clochers du toulousain avec un mur à arcades et des créneaux au sommet de la façade, entre deux tourelles.
L'église Saint-André a été inscrite au titre des monuments historiques le 16 juillet 1925.

## Orgue
L'orgue de Monflanquin a été réalisé par le facteur d'orgue Philippe Bessodès pour une église de Bergerac en 1855. Il a été installé dans l'église Saint-André en 1867.
Il a été relevé par Miche Jouve. 

## Vitraux
Les vitraux les plus anciens ont été réalisés par le maître-verrier borfelais Henri Feur, en 1879.
Des vitraux modernes en verre éclaté sont dus aux pères bénédictins de l'abbaye d'En-Calcat, dans le Tarn.

## Galerie

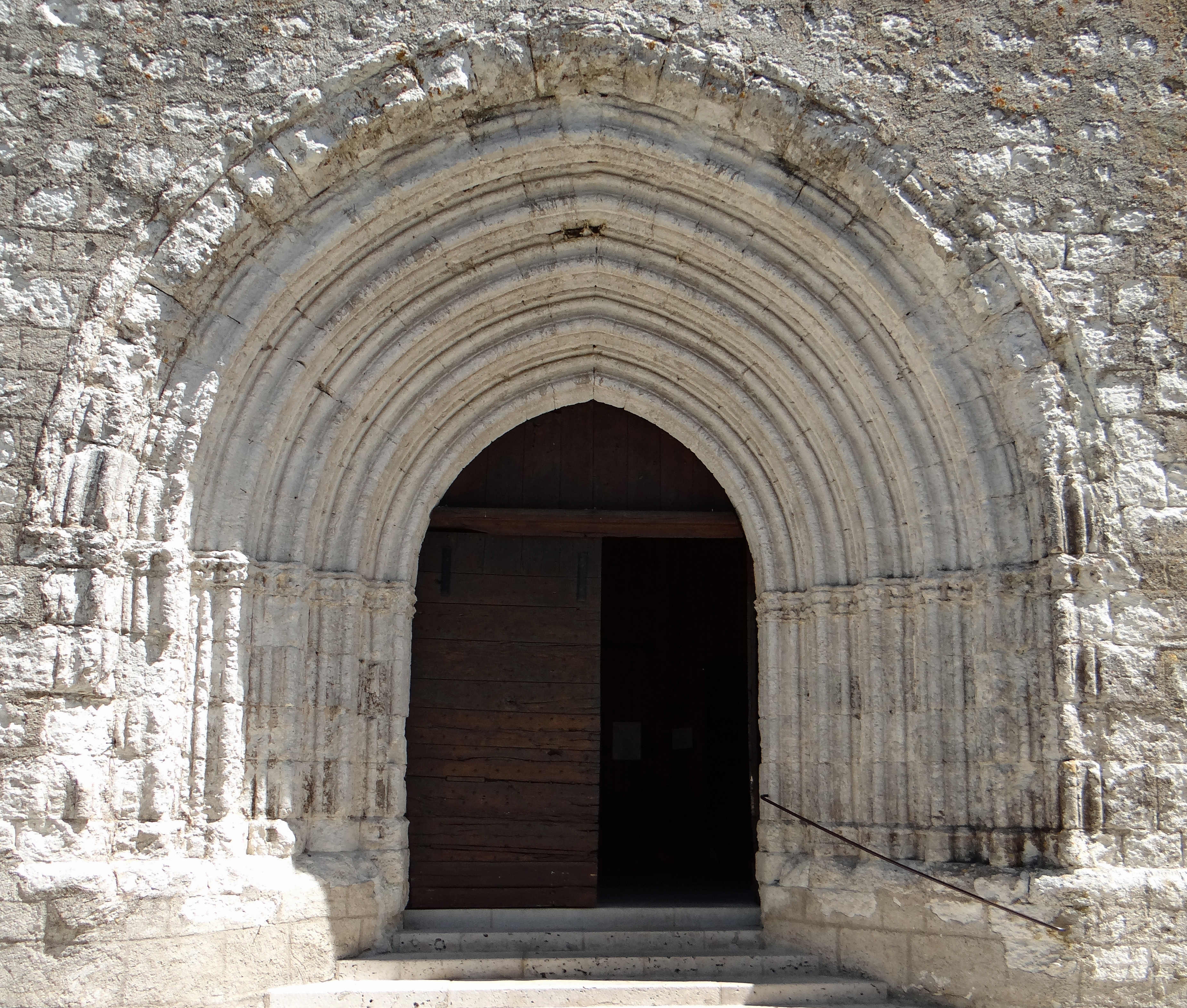
Le portail
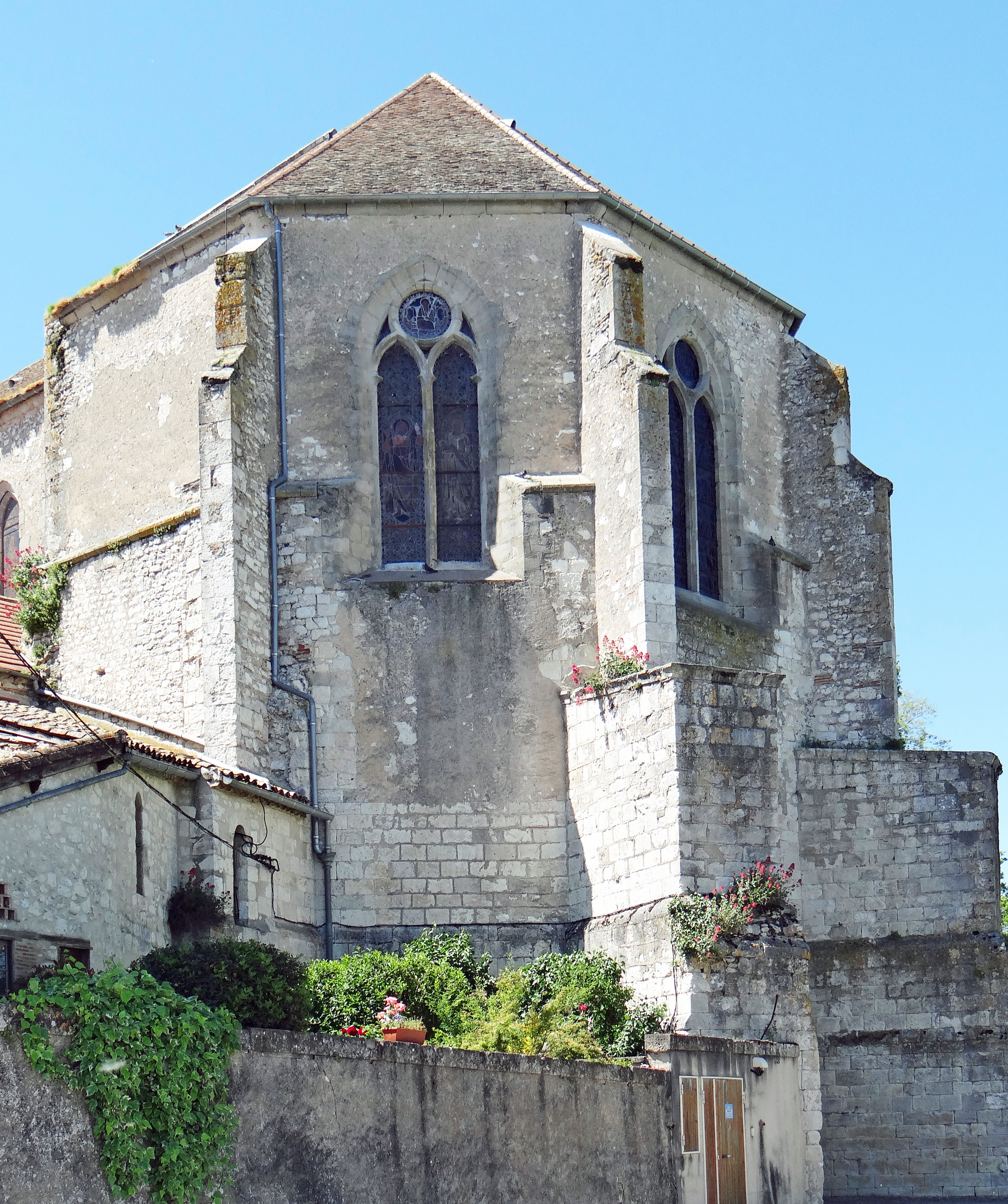
Le chevet
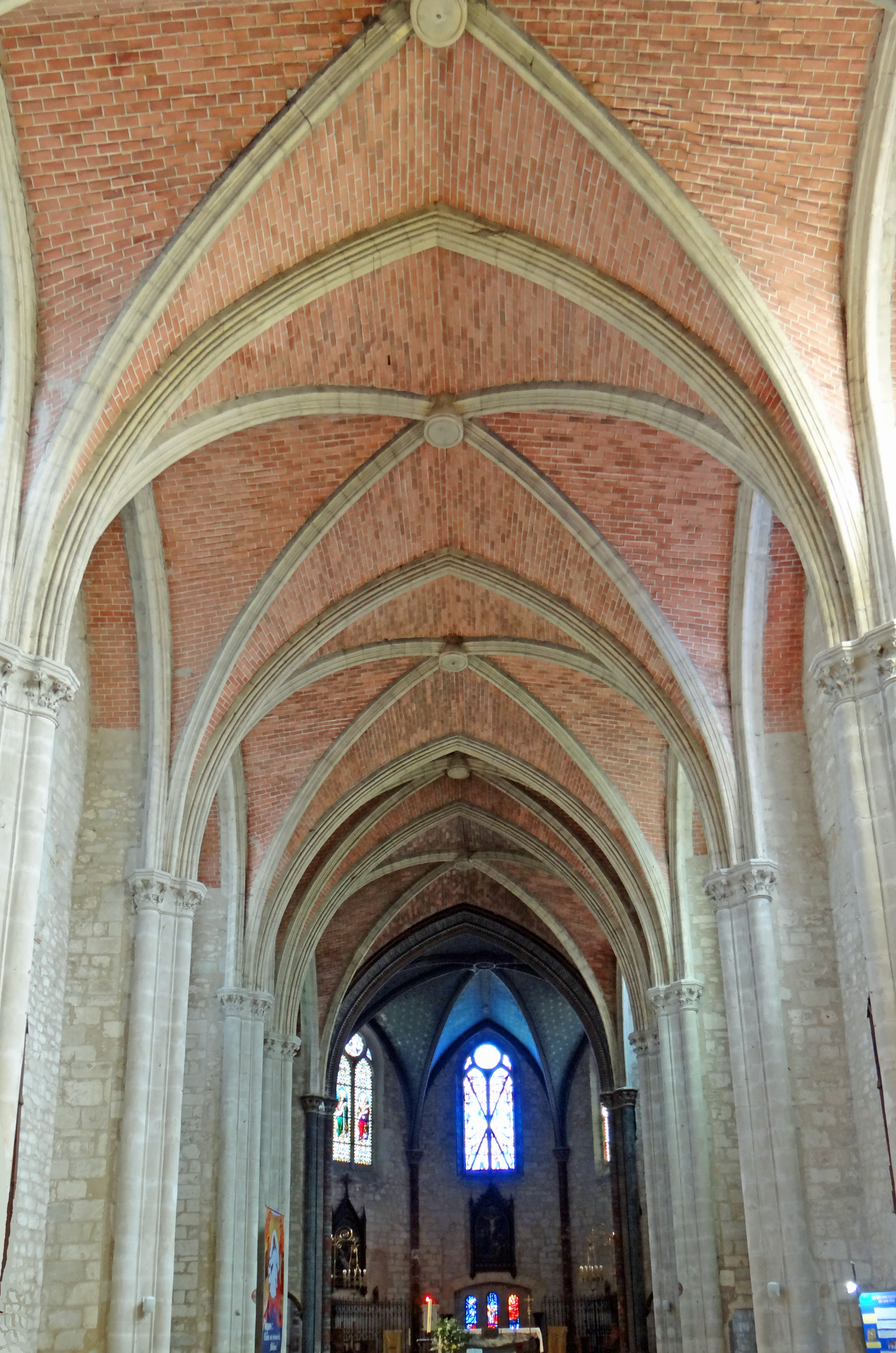
La nef
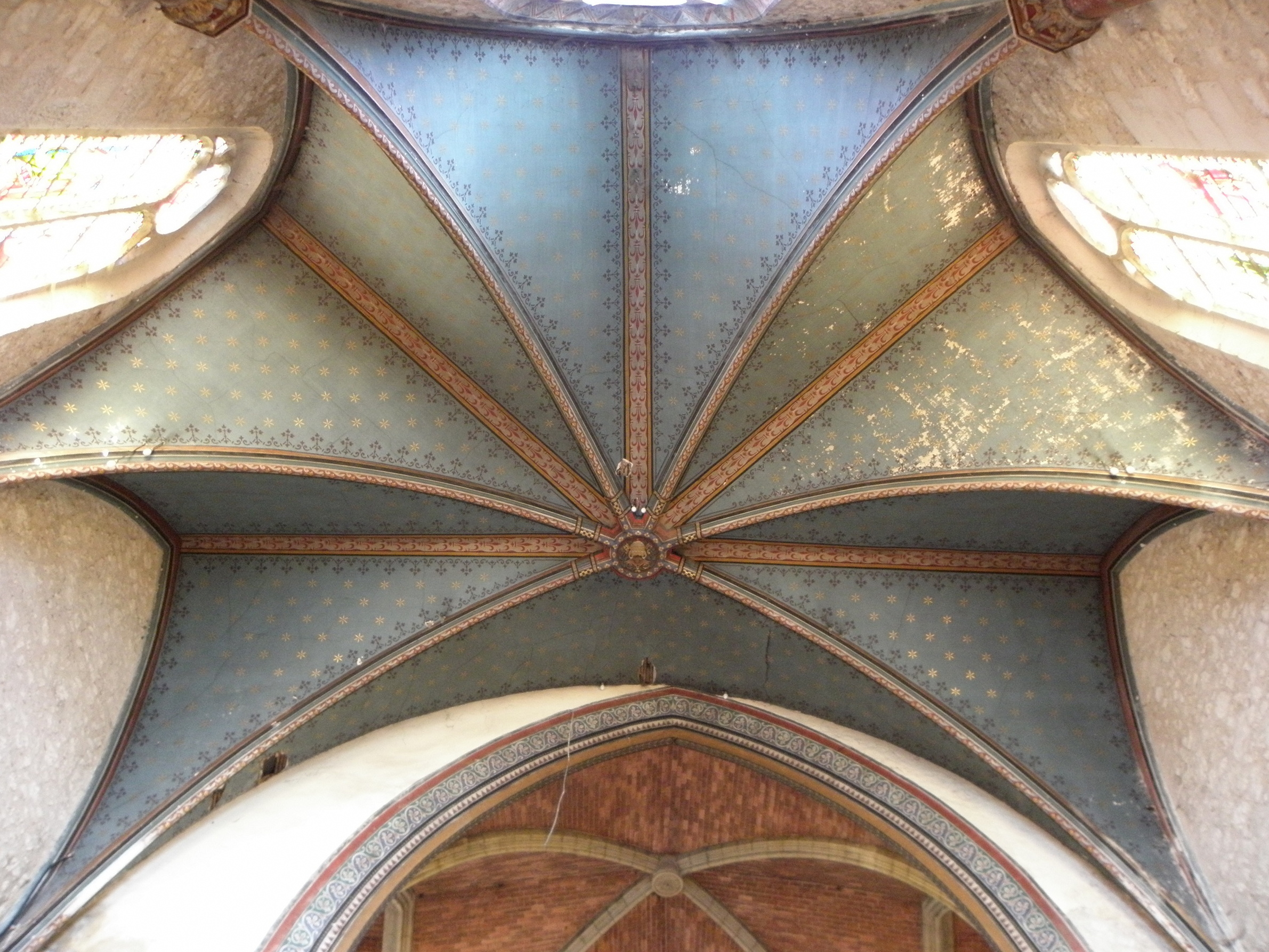
Voûte du chœur
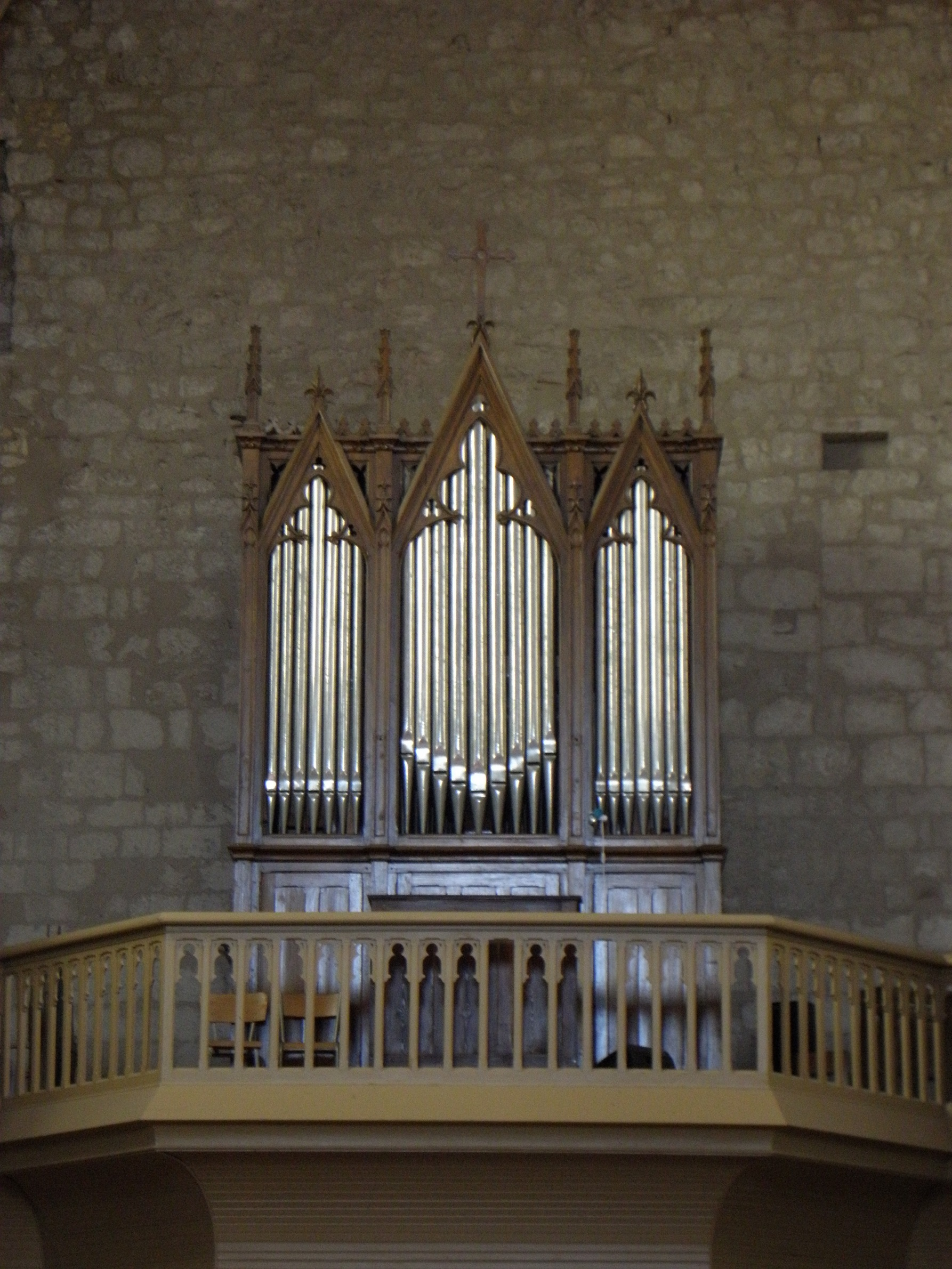
L'orgue
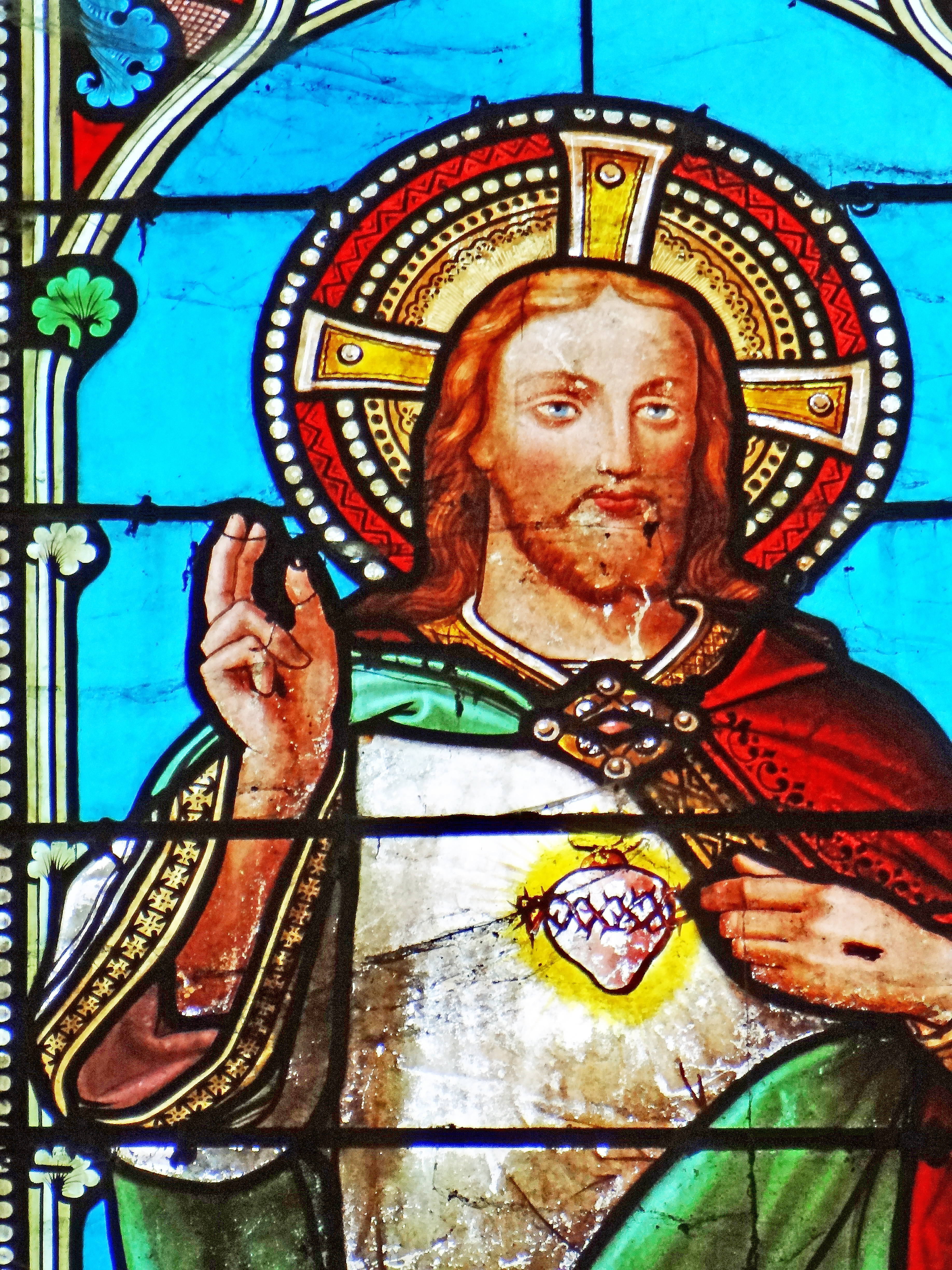
Vitrail représentant le Christ
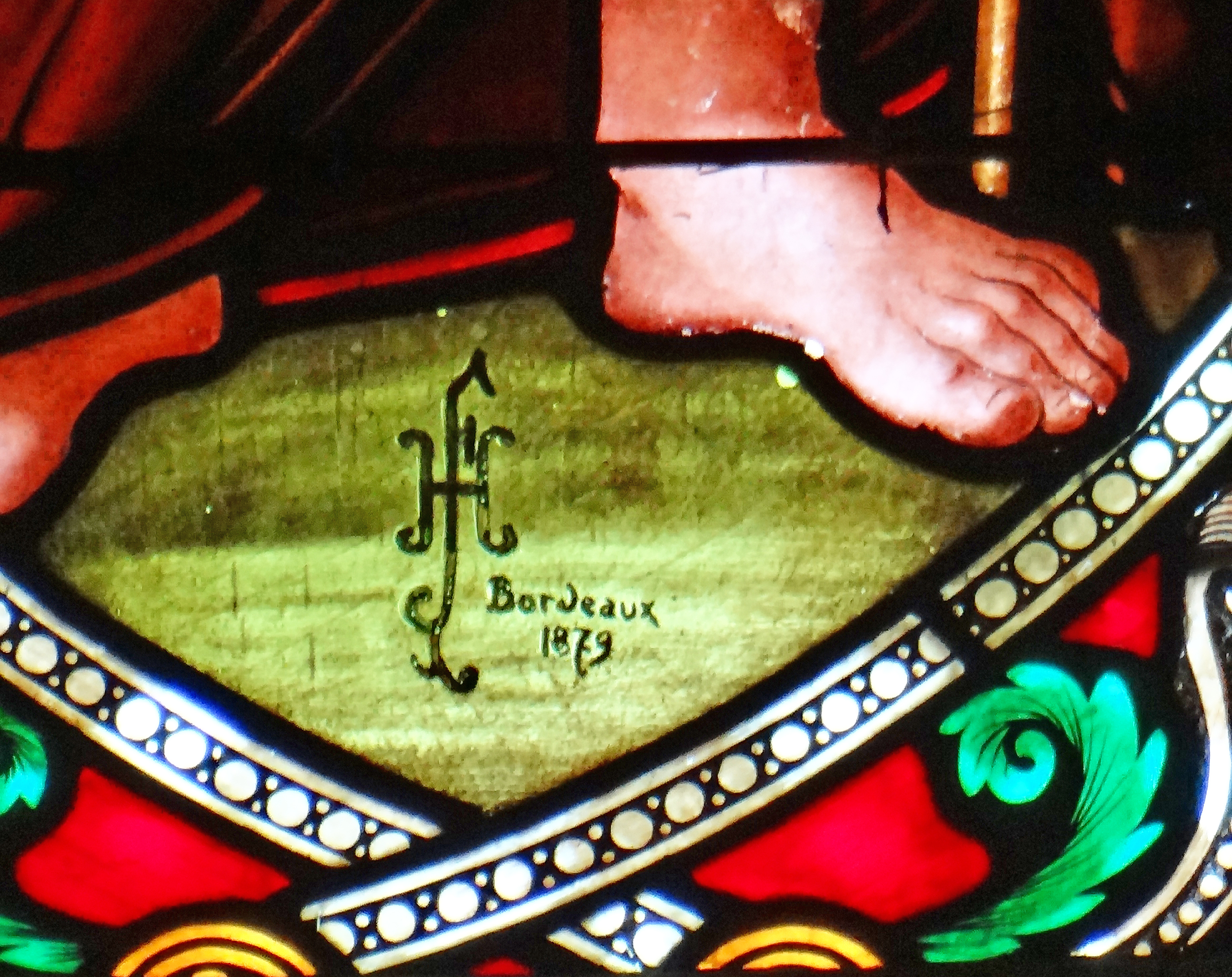
Monogramme d'Henri Feur